# Ödlesvanssläktet
Ödlesvanssläktet (Saururus) är ett släkte i familjen ödlesvansväxter med två arter som förekommer östra Asien och Nordamerika. En art, ödlesvans (S. cernuus), odlas som akvarieväxt i Sverige.